# Anomala veraecrucis
Anomala veraecrucis är en skalbaggsart som beskrevs av Bates 1888. Anomala veraecrucis ingår i släktet Anomala och familjen Rutelidae. Inga underarter finns listade i Catalogue of Life.